# Gertie Wildeboer

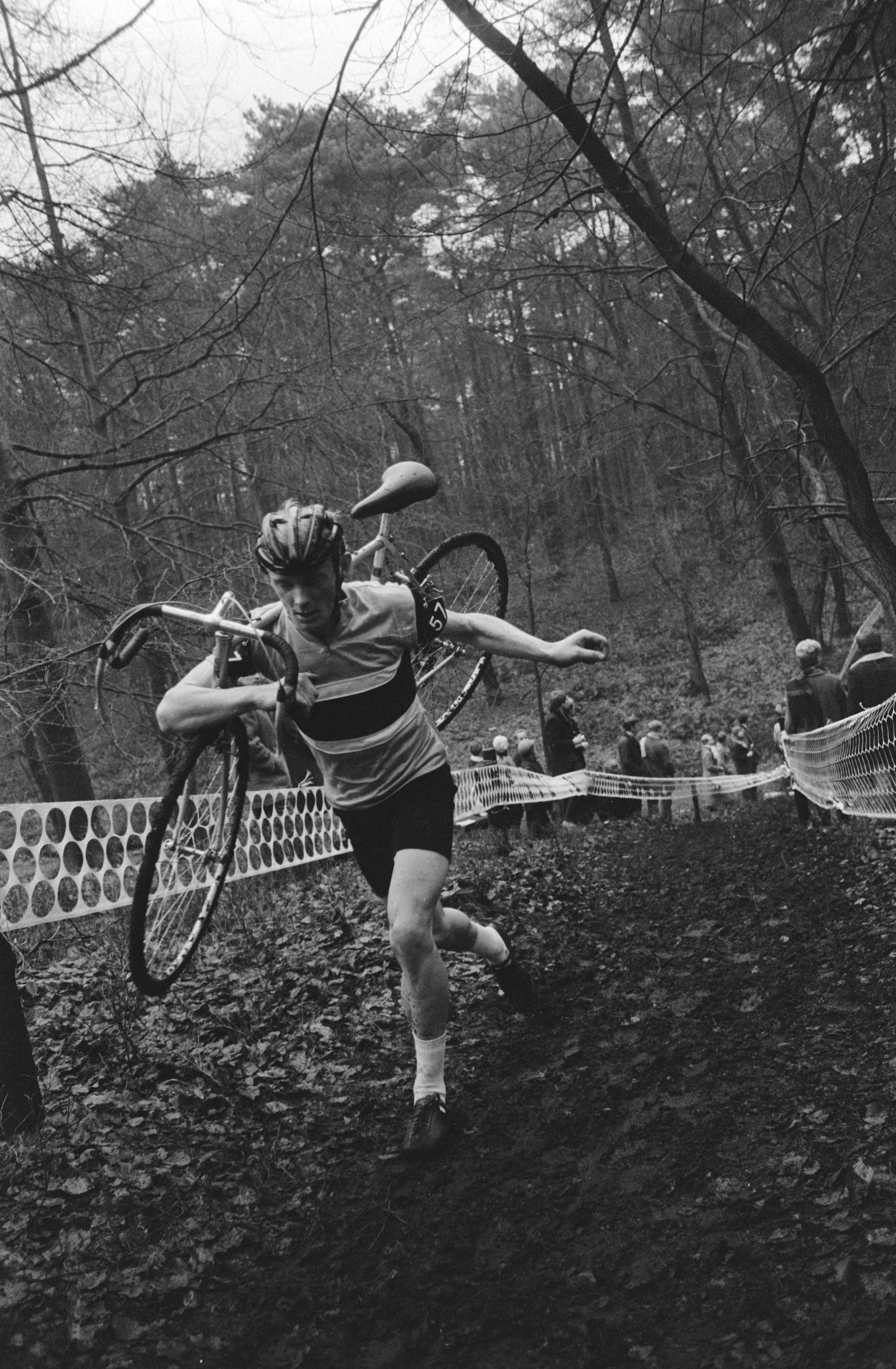
Gertie Wildeboer

Gerrit „Gertie“ Wildeboer (* 3. April 1948 in Apeldoorn) ist ein ehemaliger niederländischer Radrennfahrer und nationaler Meister im Radsport.

## Sportliche Laufbahn
Wildeboer war im Querfeldeinrennen (heutige Bezeichnung Cyclosport) und im Straßenradsport aktiv. 1971 gewann er den Titel im Querfeldeinrennen vor Jan Spetgens, 1975 vor Gerrit Scheffer und 1977 vor André Gevers. 
Achtmal startete er bei den UCI-Cyclocross-Weltmeisterschaften. 1969 wurde er 10., 1970 7., 1971 5., 1972 6., 1974 27. und 1975 21. im Weltmeisterschaftsrennen der Amateure.
Bei den Berufsfahrern kam er 1976 auf den 10., 1977 auf den 7. und 1978 auf den 9. Rang.